# 湯田伸子
湯田 伸子（ゆだ のぶこ、1954年4月8日 - 2016年2月27日）は、日本の漫画家。福島県会津出身。お茶の水女子大学卒業。

## 来歴
福島県立会津女子高等学校卒業後、お茶の水女子大学文教育学部入学。在学中に漫画研究会を創設し、初代会長となる（在学中の後輩に柴門ふみがいる）。同大ＳＦ研究会にも入会し、のちに会長になる。
「漫波」「まんぱコミック」「ぱふ」等に作品を発表した後、1978年「プリティプリティ（漫画ラブ＆ラブ臨時増刊号）」（せぶん社）掲載の『たそがれの扉』で一般向け商業誌デビューした。
一時期、大島弓子のアシスタントをしていたこともあり、『グーグーだって猫である』に「Ｎさん」として登場している。
2016年2月27日病没。享年61。

## 単行本リスト
- グッドラック（主婦の友社、GLコミックス、1981年）
（「勝手にモアベター」「Sea Feaver」「相聞」「ハイ・アングザイエティ」「グッドラック」収録）
- 時のオルフェ炎の道行（東京三世社、マイコミックス、1981年）
（「修道士の方程式」「七月ひなまつり」「パールハーバー」「時のオルフェ炎の道行」「新聞狂時代」「カナリア写真館」「九段の母」「ラジオ大連」「いつか波の音を」「懐かしの八月」「数多の部屋数多の階段」「硝子戸の中」収録）
- 雲雀（朝日ソノラマ、サンコミックス・ストロベリー・シリーズ、1983年）
（「雲雀」「スイート・メタルの午後」「夏の写真のように」「眠れパリ」「ジョン・スミスの頃」「美しいロスマリン」収録）
- ささなみのアケロン（朝日ソノラマ、サンコミックス・ストロベリー・シリーズ、1985年）
（「機械狩り」「ゾイン１９９」「Martin Bay Blues」「惑星ドミナス」「Green Thought」「ナイト キャノピィ」「スターウォーズのいいファン ふつうのファン 悪いファン」「読書狂の地獄」「裏庭の淡き木影」「ささなみのアケロン」収録）
- 土曜ハウスへようこそ（主婦の友社、GLコミックス、1985年、全3巻）
（「土曜ハウスへようこそ」収録）
- ロマンシング・ガール（少年画報社、ヒットコミックス、1986年）
（「ロマンシング・ガール」「パセリデイズ」「ひまわり２号故障中」「７年目の雪ワイン」「ローランサンはお好き？」「ジャパネスクで行こう」収録）
- スイート・メタルの午後（東京三世社、ベル・コミックス、1993年）
（「美しいロスマリン」「スイート・メタルの午後」「ささなみのアケロン」「修道士の方程式」「ナイト キャノピィ」「時のオルフェ炎の道行」「ラジオ大連」「ゾイン１９９」「読書狂の地獄」収録）

## 主な未収録作品
- 名探偵ハンディダンディ（まんぱコミック、1977年2～4月号）
- たそがれの扉（プリティプリティ（漫画ラブ＆ラブ臨時増刊）、1978年7月号）
- ホルツブッフの魔女（月刊プリティプリティ、1978年9月号）
- メリジェイン事件（月刊プリティプリティ、1978年10月号）
- 嘆きのレダ（月刊プリティプリティ、1978年11月号）
- マダム・マーブルの遺産（月刊プリティプリティ、1978年12月号）
- 悪魔のようなあなた（JUNE、1979年2月号）
- 真夜中にテレビを（ギャルズコミックＤＸ、1981年初夏の号）
- コスモス屋敷（ギャルコミ、1982年春の号、初夏号、夏休み号）
- アリスを探す方法（ギャルコミ、1982年秋の号）
- 三月（JUNE、1984年5月号）
- 月がわたしを…（マリィ、1985年4月号）
- 午後三時の眠り姫（MAY、1986年6月号）
- アンティークな彼女（MAY、1987年10月号）
- ストロベリー・タクシーウーマン（MAY、1988年3月号）
- ターザンに告ぐ（MAY、1988年8月号）
- ラジオオクトーバー（MAY、1988年10月号）
- 上海Ⅲ（MAY、1989年5月号）
- Dear 年下さま（MAY、1990年2月号）
- 七の幌馬車 八の汽船（最高の主婦たち、2005年4月号）